# Basarab (metropolitana di Bucarest)
Basarab è una stazione delle linee M1 e M4 della metropolitana di Bucarest.
Nonostante il suo nome, la stazione non è posizionata vicino alla stazione di Basarab (Gara Basarab), ma a nord-est della stazione Gara de Nord, la principale stazione ferroviaria di Bucarest, all'incrocio tra Calea Griviţei e Soseaua Nicolae Titulescu.

## Storia
La stazione della metropolitana è stata aggiunta dopo il completamento della linea M1 per fornire un interscambio aggiuntivo tra le linee M1 e con la allora programmata M4, ed è molto vicina alla stazione della metropolitana Gara de Nord (le luci della stazione di Basarab sono visibili da Gara de Nord e viceversa).
La costruzione è iniziata intorno al novembre 1990 e completata a gennaio 1992 per quanto riguarda la sezione della linea M1 ed a marzo 2000 per la sezione della linea M4.

## Caratteristiche
La stazione è dotata di quattro binari sullo stesso livello; i due binari centrali sono usati per la linea M1, mentre i due laterali per la linea M4.
Anche se trattasi della stessa stazione, il design delle due sezioni è molto diverso: la sezione della M1 presenta un colore bianco-grigio con pareti e pavimenti in marmo, e un soffitto in travertino disposti in modo da formare una griglia quadrata, illuminata da luci al neon fluorescente;
la sezione della M4 presenta un colore arancio-nero con pavimenti in granito e illuminata da luci al neon gialle.
L'accesso alla stazione ferroviaria Basarab è possibile tramite un sottopassaggio che attraversa l'area della stazione centrale (Gara de Nord).